# Van Marle Scholengemeenschap
De Van Marle Scholengemeenschap was een openbare scholengemeenschap in Deventer voor lbo (vanaf 1992 “vbo”) en mavo scholen.

## Geschiedenis
De Van Marle Scholengemeenschap ontstond in 1983 door de fusie van de Nijverheidsschool voor Meisjes (lhno), Gemeentelijke Technische School (lto) en de Gemeentelijke school voor leao. Het was de eerste grote scholenfusie in Nederland van lbo en mavo scholen.
De Van Marle Scholengemeenschap verzorgde mavo en voorbereidend beroepsonderwijs (vbo). Ze had zes scholen: Diepenveenseweg 136, Ludgerstraat/Keurkampstraat, Diepenveenseweg 38, Schoolstraat 1/Zwolseweg; Ceintuurbaan en Karel de Grotelaan en dependances aan de Graaf van Burenstraat en Van Twickelostraat.

## Naam
De scholengemeenschap werd genoemd naar mr. H.W.J. van Marle (1831 – 1892), een broer van burgemeester mr. H.R. van Marle (1832 − 1906), president curator van het Gemeentelijk Gymnasium die bij zijn dood zijn woning aan de Nieuwe Markt aan de gemeente gelegateerd had om als schoolgebouw voor het Gemeentelijk Gymnasium te dienen.

## Fusie
In 1996 fuseerde de Van Marle Scholengemeenschap met de Alexander Hegius Scholengemeenschap. De nieuwe organisatie kreeg de naam Alexander Hegius Lyceum. Vbo en mavo bleven aan de Keurkampstraat.

## Directeuren Van Marle Scholengemeenschap
- 1983 – 1987 – J.E. Duursma
- 1987 – 1989 – H. Kamphuis (interim)
- 1989 - 1996 – W. de Graaf

## Scholen

### Gemeentelijke Technische School
De Gemeentelijke Technische School (GTS) was een openbare school voor lbo (vanaf 1992 “vbo”).
Ze werd in 1903 in een nieuw pand aan de Diepenveenseweg als de openbare Ambachtsschool' geopend. Bij de invoering van de Mammoetwet op 1 augustus 1968, is de naam “ambachtsschool” gewijzigd in Gemeentelijke Technische School (GTS). Vanaf het schooljaar 1970/’71 betrok de school een nieuw pand aan de Ludgerstraat/Keurkampstraat. Dit pand was ontworpen door architectenbureau J.B. Koning HBO en ir. J.C. Rentjes te Hengelo (O). 
De GTS verzorgde lager technisch onderwijs (lto) en individueel technisch onderwijs (ito). Dat laatste is vergelijkbaar met wat nu leerwegondersteunend onderwijs (lwoo) is. De GTS ging in 1983 op in de openbare Van Marle Scholengemeenschap.

#### Directeuren GTS
- 1902 – 1930 – P.C. Baghus
- 1930 – 1948 – G.A. Korpershoek
- 1948 – 1966 – E. Harmsma
- 1966 – 1974 – H. Kamphuis
- 1974 – 1983 – H.A. ter Haar

### Nijverheidsschool voor Meisjes
De Nijverheidsschool voor Meisjes was een openbare school voor lbo (vanaf 1992 “vbo”). 
Ze werd geopend als openbare Vrouwenarbeidsschool in 1905 aan de Diepenveenseweg 136. Ze was de eerste in haar soort in Nederland en was de tegenhanger van de Ambachtsschool (voor jongens). Meisjes uit arbeidersgezinnen werden opgeleid tot bv. dienster, naaister of hulpen in de huishouding. In 1950 veranderde de Vrouwenarbeidsschool in de Nijverheidsschool voor Meisjes (de “Huishoudschool”), en met de mammoetwet van 1968 kreeg ze de naam “Lager Huishoud- en Nijverheidsonderwijs”' (lhno) en werd ze ook voor jongens toegankelijk. Er werd ook Individueel Huishoud- en Nijverheidsonderwijs (ihno), wat vergelijkbaar was met wat nu leerwegondersteunend onderwijs (lwoo) is. In 1983 werd het lhno in Deventer onderdeel van de Van Marle Scholengemeenschap.

#### Directeuren Nijverheidsschool voor meisjes
- 1959 – 1967 – D.J. Bouwmeester
- 1967 – 1983 – K.D. Prins

### Gemeentelijke school voor leao
De Rijks Handelsschool was een openbare school voor lbo (vanaf 1992 “vbo”). Ze was vanaf 1914 gevestigd aan de Ceintuurbaan 8 (waar vanaf 1932 de openbare ulo zou zitten), en later aan de Ooievaarstraat en Burgerdijkstraat.
Met de mammoetwet van 1968 werden de handelsscholen in Nederland omgezet in scholen voor lager economisch en administratief onderwijs (leao) en middelbaar economisch en administratief onderwijs (meao). De school kreeg de naam Gemeentelijke school voor lager economisch en administratief onderwijs (leao) en werd gevestigd aan de Schoolstraat 1/Zwolseweg met een dependance aan de Graaf van Burenstraat. De Gemeentelijke leao ging in 1983 op in de openbare Van Marle Scholengemeenschap.

#### Directeuren Leao
- 1959 – 1967 – D.J. Bouwmeester
- 1967 – 1983 – K.D. Prins

### Ulo/Mavo Ceintuurbaan
De Gemeentelijke ulo werd in 1914 opgericht aan de Hagensteeg/Graaf van Burenstraat. Later verhuisde ze naar de Ooievaarstraat en was vanaf 1932 als “1e Openbare ulo” gevestigd aan de Ceintuurbaan 8. Met de mammoetwet van 1968 werd de school de Mavo Ceintuurbaan. Ze ging in 1983 op in de openbare Van Marle Scholengemeenschap.

#### Hoofden Ulo/Mavo Ceintuurbaan
- 1921 – 1923 – H.J. Noij
- 1923 – 1947 – E. Scheemstra
- 1948 – 1957 – J. Kruitbosch
- 1947 – 1975 – E.G. Boxem
- 1975 – 1983 – J.E. Duursma